# Magerrasen Schönwalde Ergänzung
Magerrasen Schönwalde Ergänzung este o arie protejată (sit de importanță comunitară — SCI) din Germania întinsă pe o suprafață de 32,88 ha, integral pe uscat.

## Localizare
Centrul sitului Magerrasen Schönwalde Ergänzung este situat la coordonatele 51°59′56″N 13°46′11″E / 51.9989°N 13.7697°E.

## Înființare
Situl Magerrasen Schönwalde Ergänzung a fost declarat sit de importanță comunitară în martie 2004 pentru a proteja 1 specie de plante.

## Biodiversitate
Situată în ecoregiunea continentală, aria protejată conține 3 habitate naturale: Vegetație psamofilă uscată cu pășuni deschise de Corynephorus și Agrostis, Pajiști calcaroase din nisipuri xerice, Păduri acidofile de stejar bătrân cu Quercus robur pe câmpii nisipoase.
La baza desemnării sitului se află o specie protejată de  plante: Thesium ebracteatum.
Pe lângă speciile protejate, pe teritoriul sitului au mai fost identificate 1 specie de plante.